# Gillette Stadion
A Gillette Stadion (angolul: Gillette Stadium; a 2026-os labdarúgó-világbajnokságon: New Foxboro Stadion) az otthona a New England Patriots amerikaifutball-csapatnak, és a New England Revolution futball csapatnak. Az eredetileg CMGI Field névre keresztelt stadiont ( jelenlegi nevét 2006 óta viseli) végül 2002-ben adták át. Az építés költsége elérte a 325 millió dollárt. A hivatalos átadás 2002. május 11-én volt, a New England Revolution soccer-csapat mérkőzésével (természetesen az ő hazai mérkőzéseik is itt kerülnek lebonyolításra). A hivatalos nyitómérkőzés 2002. szeptember 9-én a Pittsburg Steelers elleni Monday Night Football mérkőzés volt.
A komplexum 68 756 néző befogadására képes, ez magában foglalja a több, mint 6000 klub ülést, és a 87 luxus páholyt. A pályát eredetileg valódi fű borította. 2006. november 14-én egy felhőszakadást követően a New York Jets elleni meccs során a talaj annyira megrongálódott, hogy a vezetőség műfű “telepítése” mellett döntött. A november 26-án a Bears elleni mérkőzésük már az új műfüves pályán zajlott, és a csapat győzelmével zárult. 